# Solenopsis banyulensis
Solenopsis banyulensis é uma espécie de formiga do gênero Solenopsis, pertencente à subfamília Myrmicinae.